# Euro NCAP
Chương trình đánh giá xe mới của châu Âu (Euro NCAP) là chương trình đánh giá tính năng an toàn xe hơi châu Âu (tức là Chương trình đánh giá xe mới) có trụ sở tại Bruxelles (Bỉ) và được thành lập năm 1997 bởi Phòng thí nghiệm nghiên cứu giao thông của Bộ giao thông Anh và được hỗ trợ bởi một số chính phủ châu Âu, cũng như bởi Liên minh châu Âu. Khẩu hiệu của họ là "Vì những chiếc xe an toàn hơn".

## Lịch sử và hoạt động
Euro NCAP là một hệ thống xếp hạng tự nguyện về an toàn phương tiện được tạo ra bởi Cục quản lý đường bộ Thụy Điển, Fédération Internationale de l'Automobile và International Consumer Research &amp; Testing, và được hỗ trợ bởi Ủy ban châu Âu, bảy chính phủ châu Âu, cũng như các tổ chức tiêu dùng trong mỗi nước EU.
Chương trình này được mô phỏng theo Chương trình đánh giá xe mới (New Car Assessment Programme - NCAP), được giới thiệu năm 1979 bởi Cơ quan an toàn giao thông đường cao tốc quốc gia Hoa Kỳ.  Các khu vực khác có chương trình tương tự (nhưng không giống nhau) bao gồm Úc và New Zealand với ANCAP, Mỹ Latinh với Latin NCAP và Trung Quốc với C-NCAP.
Họ công bố các báo cáo an toàn trên những chiếc xe mới và trao giải 'xếp hạng sao' dựa trên tính năng của các phương tiện trong nhiều thử nghiệm va chạm, bao gồm các va chạm trực diện, va chạm bên, va chạm vào cột, tác động với người đi bộ.  Điểm tổng thể cao nhất là năm sao.
Các bài kiểm tra va chạm trực diện được thực hiện ở 64 km/h (40 mph) vào một bia biến dạng được đặt trực diện phía trước xe.  Điều này được thiết kế để tái hiện va chạm với một phương tiện có khối lượng và cấu trúc tương tự như chính chiếc xe.  Các thử nghiệm va chạm bên được thực hiện ở 50 km/h (31 mph), thử nghiệm va chạm vào cột được thực hiện ở 32 km/h (20 mph).  Các thử nghiệm an toàn cho người đi bộ được thực hiện ở 40 km/h (25 mph). 

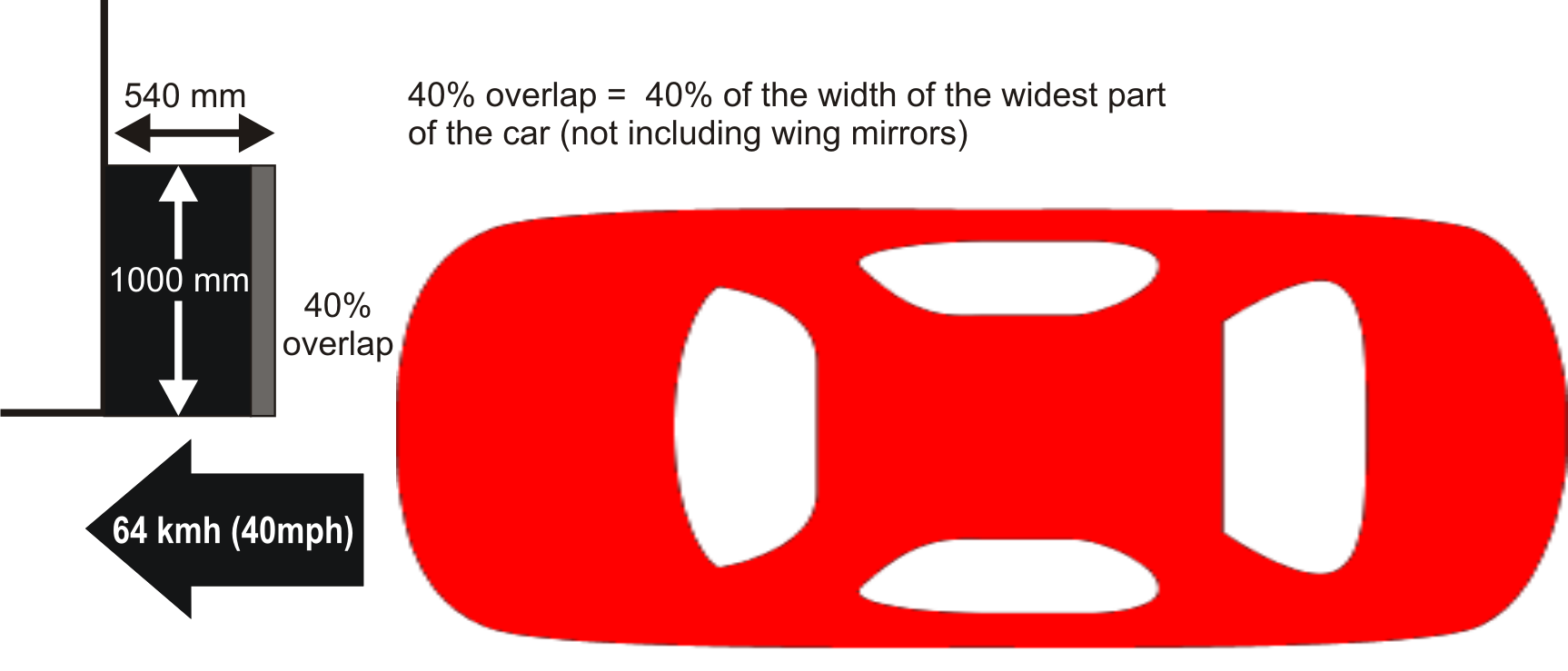
Va chạm trực diện Euro NCAP

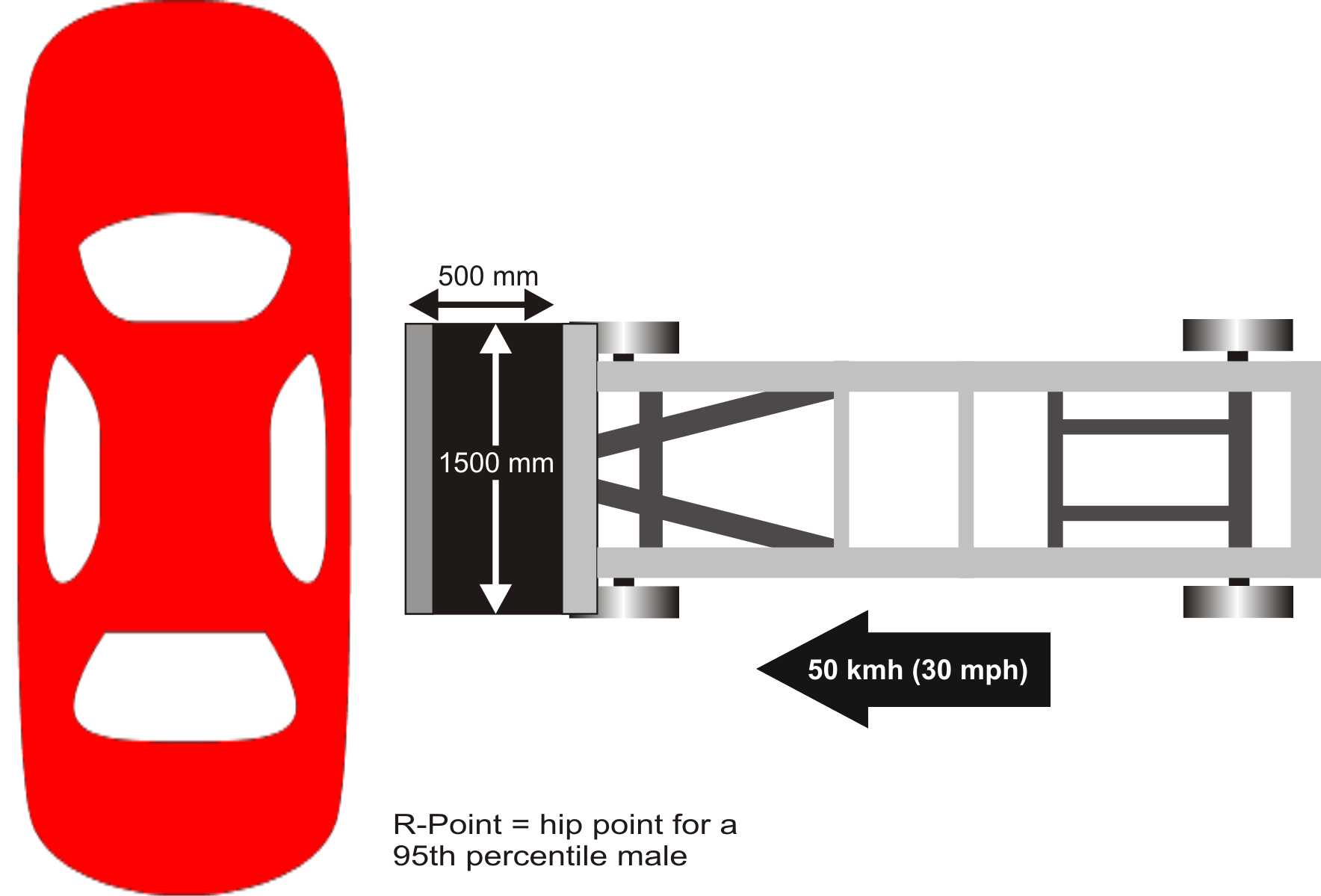
Va chạm bên Euro NCAP

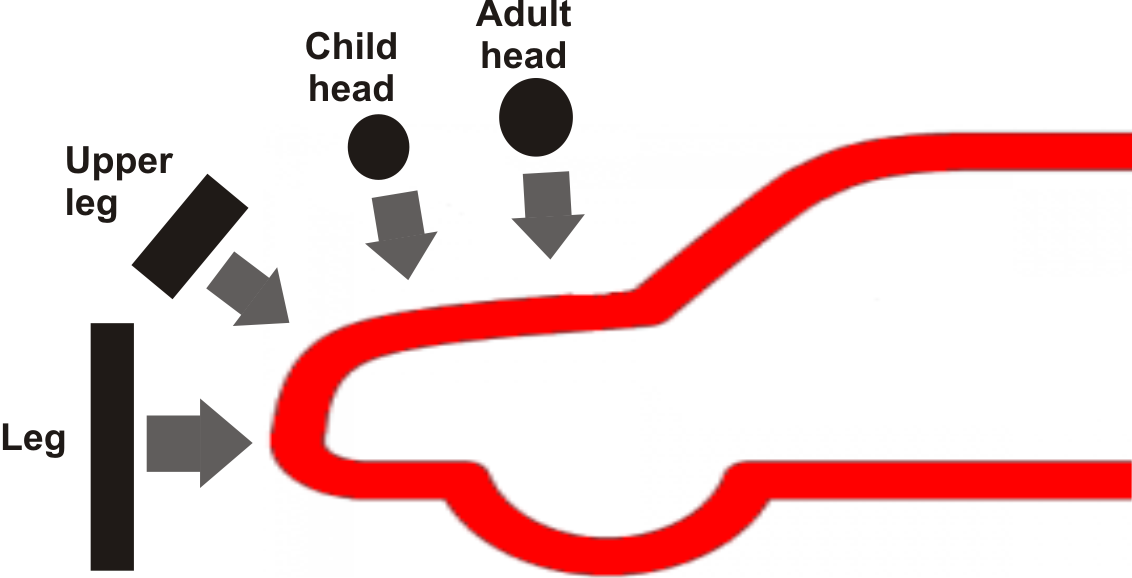
Kiểm tra độ an toàn cho người đi bộ Euro NCAP

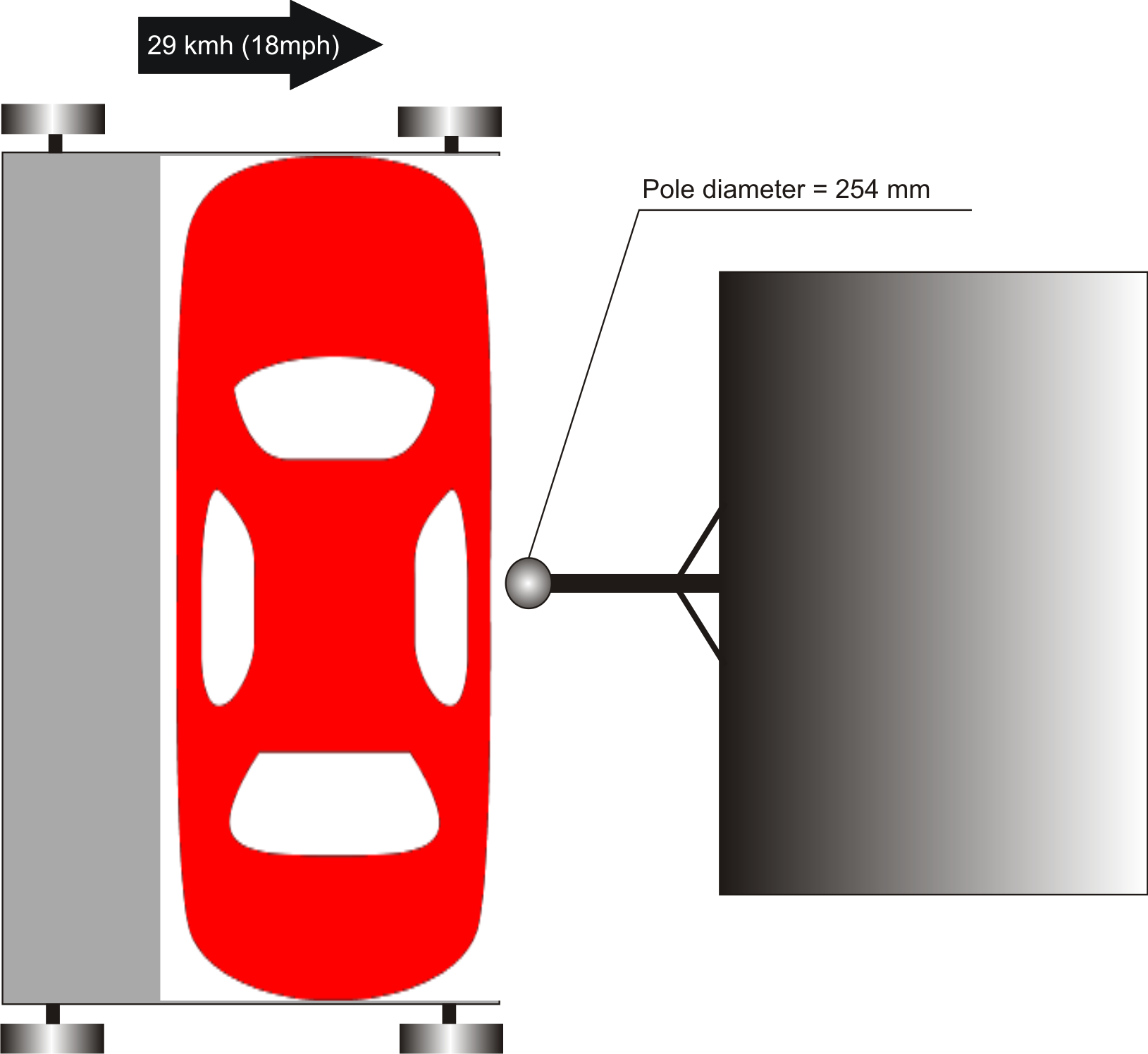
Va chạm vào cột Euro NCAP, kiểm tra cực

Từ ngày 1 tháng 1 năm 2009, người ta đã áp dụng thử nghiệm tác động phía sau (whiplash) như là một phần của chế độ thử nghiệm va chạm mới.  Hệ thống xếp hạng mới này cũng tập trung nhiều hơn vào tổng điểm về bảo vệ người đi bộ; Euro NCAP lo ngại rằng các nhà sản xuất ô tô đã quá chú trọng vào an toàn của người sử dụng hơn là sự an toàn của những người bên ngoài xe.  Kết quả của những chiếc xe đầu tiên được thử nghiệm theo chương trình mới đã được công bố vào tháng 2 năm 2009.
Trong những năm qua, xe hơi của các nhà sản xuất ô tô châu Âu đã trở nên an toàn hơn nhiều, một phần là do các tiêu chuẩn Euro NCAP.  Kết quả thử nghiểm thường được đăng trên các ấn bản về ô tô, và đến lượt các ấn bản lại ảnh hưởng lớn đến nhu cầu của người tiêu dùng đối với một chiếc xe.  Một ví dụ đáng chú ý về điều này là Rover 100 (bản cập nhật của thiết kế năm 1980), sau khi nhận được xếp hạng một sao cho An toàn cho người lớn (trên xe) trong các thử nghiệm vào năm 1997, đã bị doanh số thấp và bị rút khỏi sản xuất ngay sau đó.  Chiếc MINI 2007 của BMW cũng đã thay đổi nắp ca-pô và đèn pha để đáp ứng các yêu cầu an toàn cho người đi bộ mới nhất.
Việc kiểm tra là không bắt buộc, với các mẫu xe được Euro NCAP lựa chọn độc lập hoặc được các nhà sản xuất tài trợ.  Tại châu Âu, những chiếc xe mới được chứng nhận là hợp pháp để bán theo chế độ Phê duyệt tổng thể xe, khác với Euro NCAP.  Theo Euro NCAP, "Các thử nghiệm va chạm trực diện và va chạm bên được sử dụng bởi Euro NCAP dựa trên những thử nghiệm được sử dụng trong luật pháp châu Âu. Tuy nhiên, Euro NCAP sử dụng các yêu cầu tính năng cao hơn nhiều.  Tốc độ va chạm trực diện được sử dụng bởi Euro NCAP là 64 km/h so với 56 km/h trong luật pháp." Euro NCAP cũng nói rằng "Pháp luật đặt ra một tiêu chuẩn bắt buộc tối thiểu trong khi Euro NCAP liên quan đến thực tiễn tốt nhất hiện có.  Tiến trình cập nhật luật an toàn phương tiện có thể chậm, đặc biệt là khi tất cả các quan điểm của các quốc gia thành viên EU phải được tính đến.  Ngoài ra, một khi đã có, luật pháp không khuyến khích cải tiến thêm, trong khi Euro NCAP thường xuyên tăng cường các thủ tục đánh giá để kích thích việc cải tiến hơn nữa về an toàn của xe."

## So sánh kết quả thử nghiệm
Các thử nghiệm va chạm trực diện Euro NCAP mô phỏng việc đâm một chiếc xe vào một khối lượng và cấu trúc tương tự.  Điều này có nghĩa là xếp hạng chỉ có thể được so sánh một cách có ý nghĩa giữa những chiếc xe cùng loại và kích cỡ.  Các loại cấu trúc sau được sử dụng:
- Xe chở khách
- Xe đa dụng (MPV)
- Xe địa hình
- Roadster
- Xe bán tải

Trong mỗi loại, chênh lệch trọng lượng không quá 150 kg được coi là tương đương.

## Euro NCAP Advanced
Euro NCAP Advanced là một hệ thống đánh giá khen thưởng được ra mắt vào năm 2010 cho các công nghệ an toàn tiên tiến, bổ sung cho chương trình xếp hạng hiện có của Euro NCAP.  Euro NCAP khen thưởng và công nhận các nhà sản xuất ô tô tạo ra các công nghệ an toàn mới khả dụng, được chứng minh một cách khoa học về những lợi ích an toàn cho người tiêu dùng và xã hội.  Bằng cách thưởng cho các công nghệ, Euro NCAP cung cấp một động lực cho các nhà sản xuất để tăng tốc việc đáp ứng tiêu chuẩn của các thiết bị an toàn quan trọng trên phạm vi các sản phẩm của họ.
Các công nghệ sau đây đã được khen thưởng:
- Giám sát điểm mù
- Hệ thống cảnh báo chệch làn
- Hệ thống cảnh báo tốc độ (ISA)
- Phanh khẩn cấp tự động
- Hỗ trợ sự tập trung
- Cuộc gọi khẩn cấp tự động (eCall)
- Hệ thống hỗ trợ tiền va chạm
- Hệ thống tăng cường tầm nhìn

### Tổng quan
- Đánh giá an toàn ô tô
- Phân loại xe
- An toàn xe hơi
- An toàn đường bộ
- Vùng chịu lực

### Các tổ chức về an toàn
- Latin NCAP
- ASEAN NCAP
- Phòng thí nghiệm nghiên cứu giao thông
- Diễn đàn thế giới về hài hòa hóa các quy định xe
- Chương trình đánh giá xe mới của Úc
- Cục quản lý an toàn giao thông quốc lộ
- Viện bảo hiểm an toàn đường cao tốc